# Giouchtas
Giouchtas (griechisch Γιούχτας oder auch Γιούκτας, beide (m. sg.)), alternative Transkriptionen Jouchtas, Juchtas oder Iouktas, ist ein Höhenzug auf der griechischen Insel Kreta.

## Beschreibung

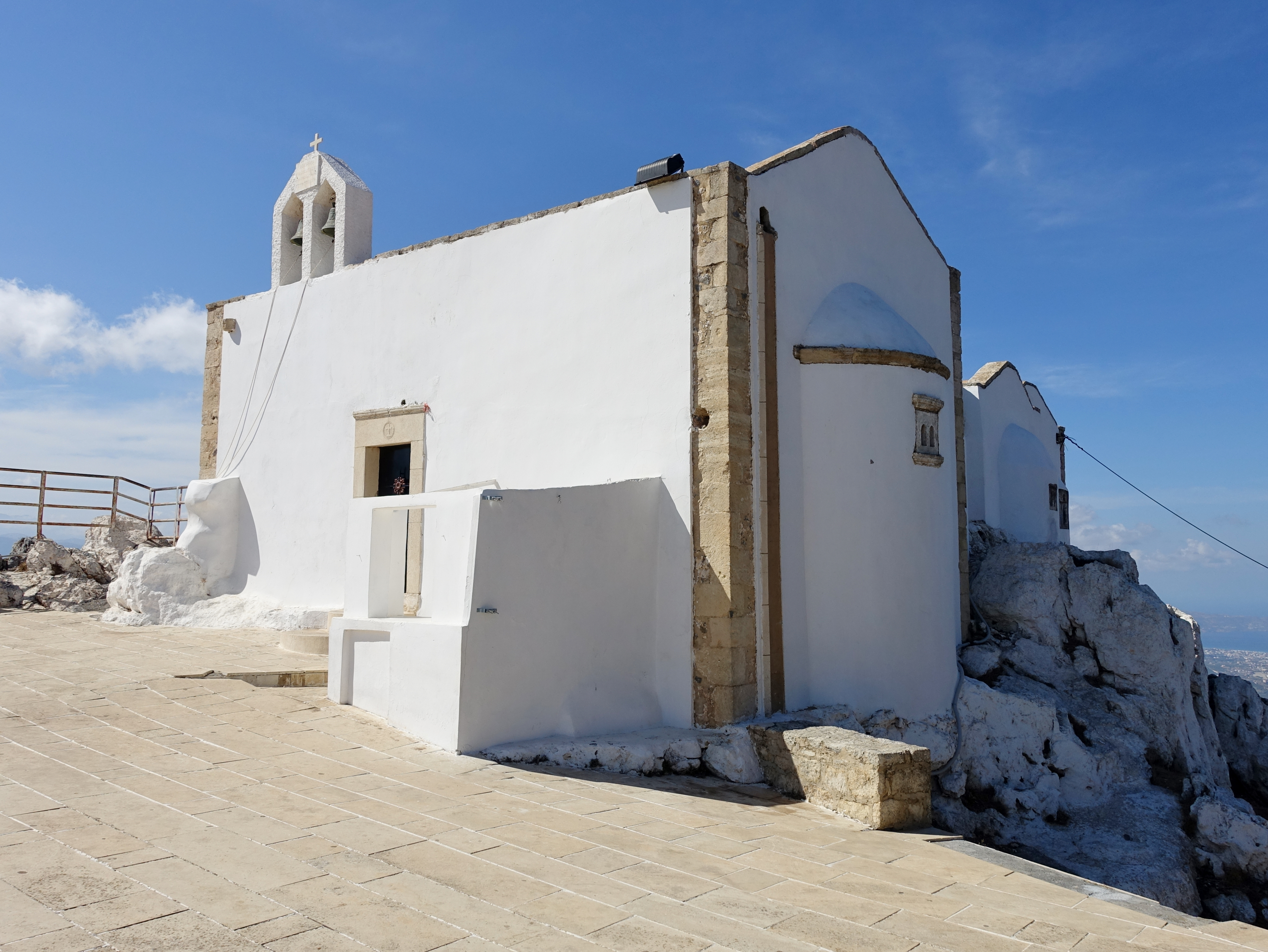
Kirche Afendis Christos

Der Giouchtas hat eine nordsüdliche Ausdehnung von etwa fünf Kilometern und eine westöstliche Breite von etwa einem Kilometer. Er hat drei Gipfel. Der nördliche Gipfel, der Psili Korfi, ist mit 811 Metern der höchste. Der mittlere Gipfel, der Afendis Christos, hat eine Höhe von etwa 800 Metern und der südliche Gipfel ist mit 743 Metern der niedrigste. Auf dem Psili Korfi befindet sich eine Sendeanlage. Außerdem wurde dort ein minoisches Bergheiligtum entdeckt. Auf dem Afendis Christos steht die vierschiffige Kirche Afendis Christos Metamorfosis.
Der Giouchtas fällt nach Westen und Süden steil ab und kann deshalb nur von Norden und Osten bestiegen werden. Ein Fahrweg führt von Südosten auf den mittleren Gipfel. Von diesem Fahrweg führt ein 400 Meter langer Fußweg auf den Psili Korfi.

## Umgebung

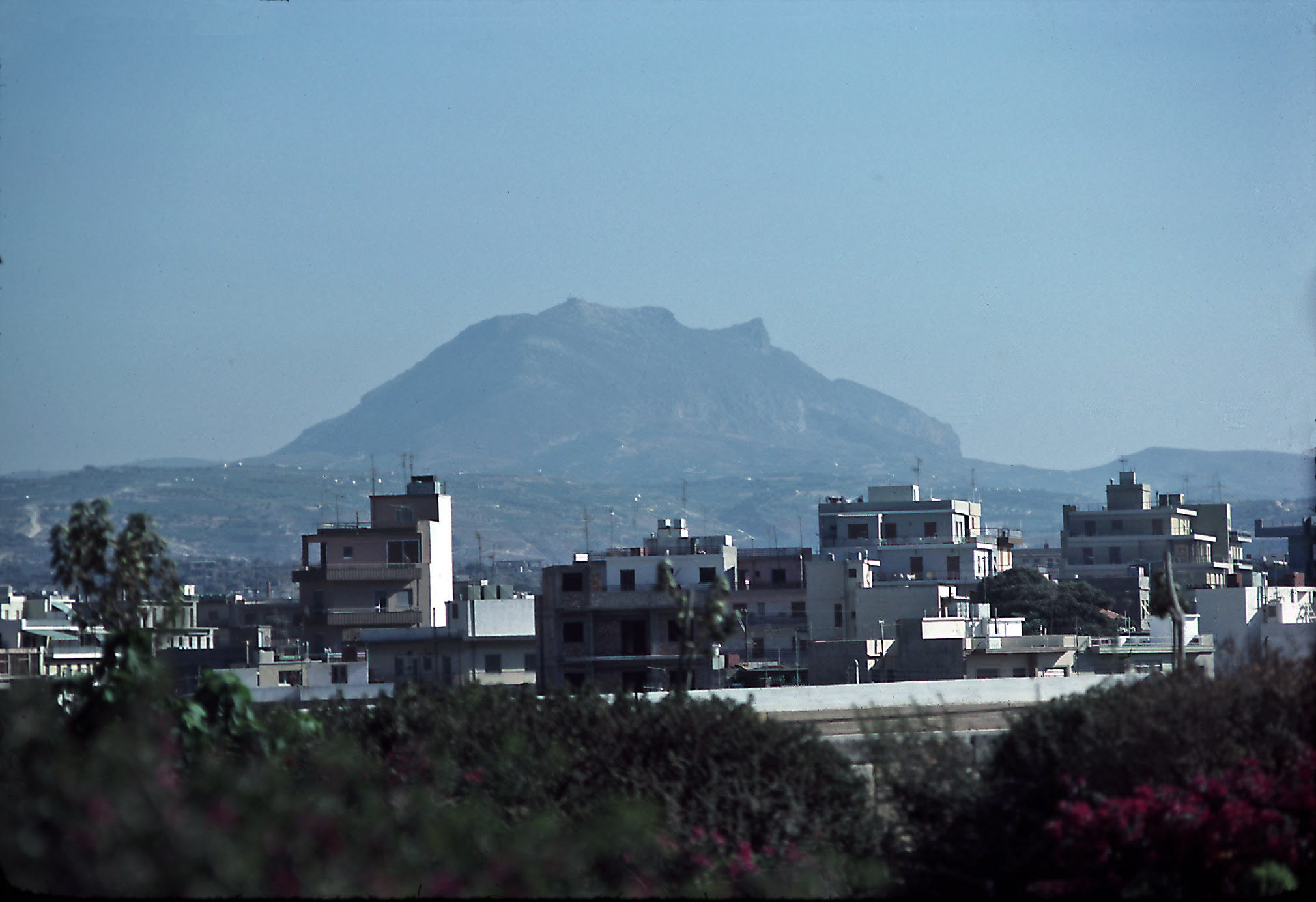
Der Giouchtas von Heraklion aus gesehen. Der Kopf des schlafenden Zeus?

Östlich am Fuße des Giouchtas liegt der Ort Archanes. Unterhalb des Psili Korfi, in etwa 720 Metern Höhe liegt die Höhle Chosto Nero. Weiter nördlich liegt die Stravomytis-Höhle und am nördlichen Fuß liegt das minoische Heiligtum Anemospilia. Unterhalb des Afendis Christos liegen die Ruinen des Klosters Sotiras Christos. Nordöstlich des Giouchtas verläuft die Sylaniamo-Schlucht und westlich fließt der Fluss Giofyros.

## Überlieferung
In der Antike glaubten die Kreter, dass auf dem Giouchtas der Gott Zeus begraben wurde. Ein Indiz dafür sollte die Form des Gebirges sein, das aus Norden gesehen aussieht wie der Kopf des schlafenden Zeus. Die anderen Griechen, die an die Unsterblichkeit der Götter glaubten, straften sie deshalb Lügen. Der Name Giouchtas soll sich von Jupiter, dem lateinischen Namen von Zeus, herleiten.

## Naturschutz
Auf dem Giouchtas gibt es eine Kolonie von Gänsegeiern. Er wurde deshalb als Habitat und Vogelschutzgebiet in Natura 2000 aufgenommen.